# Berguedà
Berguedà – comarca (powiat) w prowincji Barcelona w regionie Katalonia w Hiszpanii. Zajmuje powierzchnię 1184,89 km² i liczy 41 488 mieszkańców. Siedzibą comarki jest miasto Berga, potocznie zwane „bramą Pirenejów”.

## Gminy
- Avià
- Bagà
- Berga
- Borredà
- Capolat
- Casserres
- Castell de l'Areny
- Castellar de n'Hug
- Castellar del Riu
- Cercs
- L'Espunyola
- Fígols
- Gironella
- Gisclareny
- Guardiola de Berguedà
- Gósol
- Montclar
- Montmajor
- La Nou de Berguedà
- Olvan
- La Pobla de Lillet
- Puig-reig
- La Quar
- Sagàs
- Saldes
- Sant Jaume de Frontanyà
- Sant Julià de Cerdanyola
- Santa Maria de Merlès
- Vallcebre
- Vilada
- Viver i Serrateix